# Liste des sénateurs des États-Unis pour l'Alabama
Cet article dresse la liste des membres du Sénat des États-Unis élus de l'État de l'Alabama depuis son admission dans l'Union le 14 décembre 1819.

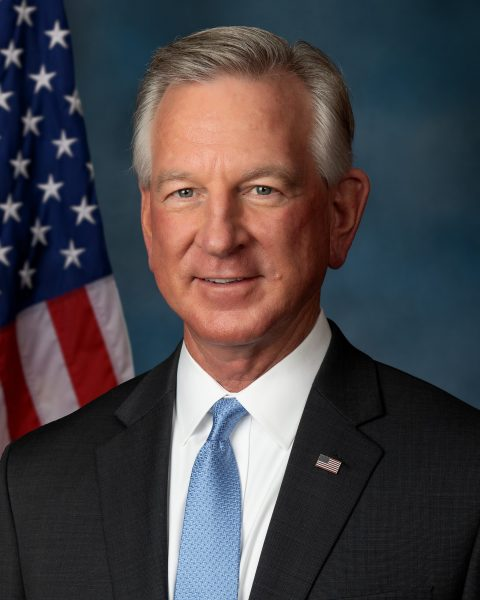
Tommy Tuberville (R), sénateur depuis 2021.
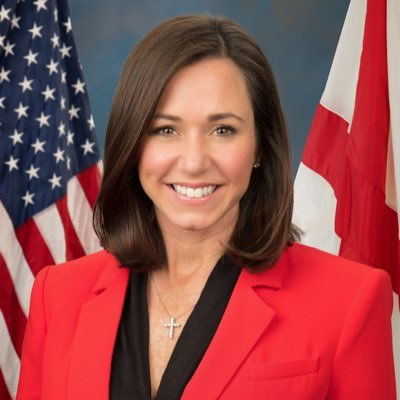
Katie Britt (R), sénatrice depuis 2023.

## Élections
Les deux sénateurs sont élus au suffrage universel direct pour un mandat de six ans. Les prochaines élections auront lieu en novembre 2026 pour le siège de la classe II et en novembre 2028 pour le siège de la classe III.

## Liste des sénateurs
| Sénateur de classe II | Sénateur de classe II                                                                                    | Sénateur de classe II   | Congrès                                                          | Sénateur de classe III            | Sénateur de classe III                          | Sénateur de classe III |
| --- | --- | ----------------------- | ---------------------------------------------------------------- | --------------------------------- | ----------------------------------------------- | ---------------------- |
| | William Rufus DeVane King Républicain démocrate (1819-1824) Jacksonien (1824-1836) Démocrate (1836-1844) |                         | 16e (1819-1821)                                                  |                                   | John Williams Walker (en) Républicain-démocrate |                        |
| 17e (1821-1822) | William Rufus DeVane King Républicain démocrate (1819-1824) Jacksonien (1824-1836) Démocrate (1836-1844) |                         |                                                                  |                                   | John Williams Walker (en) Républicain-démocrate |                        |
| 17e (1822-1823) | William Rufus DeVane King Républicain démocrate (1819-1824) Jacksonien (1824-1836) Démocrate (1836-1844) |                         | William Kelly (en) Jacksonien                                    |                                   |                                                 |                        |
| 18e (1823-1825) | William Rufus DeVane King Républicain démocrate (1819-1824) Jacksonien (1824-1836) Démocrate (1836-1844) |                         | William Kelly (en) Jacksonien                                    |                                   |                                                 |                        |
| | William Rufus DeVane King Républicain démocrate (1819-1824) Jacksonien (1824-1836) Démocrate (1836-1844) | 19e (1825-1826)         |                                                                  | Henry H. Chambers (en) Jacksonien |                                                 |                        |
| 19e (1826) | William Rufus DeVane King Républicain démocrate (1819-1824) Jacksonien (1824-1836) Démocrate (1836-1844) |                         | Israel Pickens Jacksonien                                        |                                   |                                                 |                        |
| 19e (1826-1827) | William Rufus DeVane King Républicain démocrate (1819-1824) Jacksonien (1824-1836) Démocrate (1836-1844) |                         | John McKinley (en) Jacksonien                                    |                                   |                                                 |                        |
| 20e (1827-1829) | William Rufus DeVane King Républicain démocrate (1819-1824) Jacksonien (1824-1836) Démocrate (1836-1844) |                         | John McKinley (en) Jacksonien                                    |                                   |                                                 |                        |
| 21e (1829-1831) | William Rufus DeVane King Républicain démocrate (1819-1824) Jacksonien (1824-1836) Démocrate (1836-1844) |                         | John McKinley (en) Jacksonien                                    |                                   |                                                 |                        |
| 22e (1831-1833) | William Rufus DeVane King Républicain démocrate (1819-1824) Jacksonien (1824-1836) Démocrate (1836-1844) |                         | Gabriel Moore Jacksonien (1831-1833) Anti-jacksonien (1833-1837) |                                   |                                                 |                        |
| 23e (1833-1835) | William Rufus DeVane King Républicain démocrate (1819-1824) Jacksonien (1824-1836) Démocrate (1836-1844) |                         | Gabriel Moore Jacksonien (1831-1833) Anti-jacksonien (1833-1837) |                                   |                                                 |                        |
| 24e (1835-1837) | William Rufus DeVane King Républicain démocrate (1819-1824) Jacksonien (1824-1836) Démocrate (1836-1844) |                         | Gabriel Moore Jacksonien (1831-1833) Anti-jacksonien (1833-1837) |                                   |                                                 |                        |
| | William Rufus DeVane King Républicain démocrate (1819-1824) Jacksonien (1824-1836) Démocrate (1836-1844) | 25e (1837)              |                                                                  | John McKinley (en) Démocrate      |                                                 |                        |
| 25e (1837-1839) | William Rufus DeVane King Républicain démocrate (1819-1824) Jacksonien (1824-1836) Démocrate (1836-1844) |                         | Clement Comer Clay Démocrate                                     |                                   |                                                 |                        |
| 26e (1839-1841) | William Rufus DeVane King Républicain démocrate (1819-1824) Jacksonien (1824-1836) Démocrate (1836-1844) |                         | Clement Comer Clay Démocrate                                     |                                   |                                                 |                        |
| 27e (1841) | William Rufus DeVane King Républicain démocrate (1819-1824) Jacksonien (1824-1836) Démocrate (1836-1844) |                         | Clement Comer Clay Démocrate                                     |                                   |                                                 |                        |
| 27e (1841-1843) | William Rufus DeVane King Républicain démocrate (1819-1824) Jacksonien (1824-1836) Démocrate (1836-1844) |                         | Arthur Pendleton Bagby                                           |                                   |                                                 |                        |
| 28e (1843-1844) | William Rufus DeVane King Républicain démocrate (1819-1824) Jacksonien (1824-1836) Démocrate (1836-1844) |                         | Arthur Pendleton Bagby                                           |                                   |                                                 |                        |
| | Dixon Hall Lewis (en) Démocrate                                                                          |                         | Arthur Pendleton Bagby                                           | 28e (1844-1845)                   |                                                 |                        |
| 29e (1845-1846) | Dixon Hall Lewis (en) Démocrate                                                                          |                         | Arthur Pendleton Bagby                                           |                                   |                                                 |                        |
| 29e (1846-1847) | Dixon Hall Lewis (en) Démocrate                                                                          |                         | Arthur Pendleton Bagby                                           |                                   |                                                 |                        |
| 30e (1847-1848) | Dixon Hall Lewis (en) Démocrate                                                                          |                         | Arthur Pendleton Bagby                                           |                                   |                                                 |                        |
| | Benjamin Fitzpatrick Démocrate                                                                           |                         | 30e (1848-1849)                                                  |                                   | William Rufus DeVane King Démocrate             |                        |
| 31e (1849) | Benjamin Fitzpatrick Démocrate                                                                           |                         |                                                                  |                                   | William Rufus DeVane King Démocrate             |                        |
| | Jeremiah Clemens (en) Démocrate                                                                          |                         | 31e (1849-1851)                                                  |                                   | William Rufus DeVane King Démocrate             |                        |
| 32e (1851-1852) | Jeremiah Clemens (en) Démocrate                                                                          |                         |                                                                  |                                   | William Rufus DeVane King Démocrate             |                        |
| 32e (1852-1853) | Jeremiah Clemens (en) Démocrate                                                                          |                         | Benjamin Fitzpatrick Démocrate                                   |                                   |                                                 |                        |
| 33e (1853) | Jeremiah Clemens (en) Démocrate                                                                          |                         | Benjamin Fitzpatrick Démocrate                                   |                                   |                                                 |                        |
| | Clement Claiborne Clay Démocrate                                                                         |                         | Benjamin Fitzpatrick Démocrate                                   | 33e (1853-1855)                   |                                                 |                        |
| 34e (1855-1857) | Clement Claiborne Clay Démocrate                                                                         |                         | Benjamin Fitzpatrick Démocrate                                   |                                   |                                                 |                        |
| 35e (1857-1859) | Clement Claiborne Clay Démocrate                                                                         |                         | Benjamin Fitzpatrick Démocrate                                   |                                   |                                                 |                        |
| 36e (1859-1861) | Clement Claiborne Clay Démocrate                                                                         |                         | Benjamin Fitzpatrick Démocrate                                   |                                   |                                                 |                        |
| Durant la guerre de Sécession, l'Alabama rejoint les États confédérés d'Amérique. Elle ne dispose donc plus de sénateurs au Congrès des États-Unis de juillet 1861 à juillet 1868. | |                         |                                                                  |                                   |                                                 |                        |
| | Willard Warner (en) Républicain                                                                          |                         | 40e (1867-1869)                                                  |                                   | George E. Spencer (en) Républicain              |                        |
| 41e (1869-1871) | Willard Warner (en) Républicain                                                                          |                         |                                                                  |                                   | George E. Spencer (en) Républicain              |                        |
| | George Goldthwaite (en) Démocrate                                                                        |                         | 42e (1871-1873)                                                  |                                   | George E. Spencer (en) Républicain              |                        |
| 43e (1873-1875) | George Goldthwaite (en) Démocrate                                                                        |                         |                                                                  |                                   | George E. Spencer (en) Républicain              |                        |
| 44e (1875-1877) | George Goldthwaite (en) Démocrate                                                                        |                         |                                                                  |                                   | George E. Spencer (en) Républicain              |                        |
| | John Tyler Morgan Démocrate                                                                              |                         | 45e (1877-1879)                                                  |                                   | George E. Spencer (en) Républicain              |                        |
| 46e (1879) | John Tyler Morgan Démocrate                                                                              |                         | George S. Houston Démocrate                                      |                                   |                                                 |                        |
| 46e (1879-1880) | John Tyler Morgan Démocrate                                                                              |                         | Luke Pryor (en) Démocrate                                        |                                   |                                                 |                        |
| 46e (1880-1881) | John Tyler Morgan Démocrate                                                                              |                         | James L. Pugh (en) Démocrate                                     |                                   |                                                 |                        |
| 47e (1881-1883) | John Tyler Morgan Démocrate                                                                              |                         | James L. Pugh (en) Démocrate                                     |                                   |                                                 |                        |
| 48e (1883-1885) | John Tyler Morgan Démocrate                                                                              |                         | James L. Pugh (en) Démocrate                                     |                                   |                                                 |                        |
| 49e (1885-1887) | John Tyler Morgan Démocrate                                                                              |                         | James L. Pugh (en) Démocrate                                     |                                   |                                                 |                        |
| 50e (1887-1889) | John Tyler Morgan Démocrate                                                                              |                         | James L. Pugh (en) Démocrate                                     |                                   |                                                 |                        |
| 51e (1889-1891) | John Tyler Morgan Démocrate                                                                              |                         | James L. Pugh (en) Démocrate                                     |                                   |                                                 |                        |
| 52e (1891-1893) | John Tyler Morgan Démocrate                                                                              |                         | James L. Pugh (en) Démocrate                                     |                                   |                                                 |                        |
| 53e (1893-1895) | John Tyler Morgan Démocrate                                                                              |                         | James L. Pugh (en) Démocrate                                     |                                   |                                                 |                        |
| 54e (1895-1897) | John Tyler Morgan Démocrate                                                                              |                         | James L. Pugh (en) Démocrate                                     |                                   |                                                 |                        |
| 55e (1897-1899) | John Tyler Morgan Démocrate                                                                              |                         | Edmund Pettus Démocrate                                          |                                   |                                                 |                        |
| 56e (1899-1901) | John Tyler Morgan Démocrate                                                                              |                         | Edmund Pettus Démocrate                                          |                                   |                                                 |                        |
| 57e (1901-1903) | John Tyler Morgan Démocrate                                                                              |                         | Edmund Pettus Démocrate                                          |                                   |                                                 |                        |
| 58e (1903-1905) | John Tyler Morgan Démocrate                                                                              |                         | Edmund Pettus Démocrate                                          |                                   |                                                 |                        |
| 59e (1905-1907) | John Tyler Morgan Démocrate                                                                              |                         | Edmund Pettus Démocrate                                          |                                   |                                                 |                        |
| 60e (1907) | John Tyler Morgan Démocrate                                                                              |                         | Edmund Pettus Démocrate                                          |                                   |                                                 |                        |
| | John H. Bankhead (en) Démocrate                                                                          |                         | 60e (1907-1909)                                                  |                                   | Joseph F. Johnston Démocrate                    |                        |
| 61e (1909-1911) | John H. Bankhead (en) Démocrate                                                                          |                         |                                                                  |                                   | Joseph F. Johnston Démocrate                    |                        |
| 62e (1911-1913) | John H. Bankhead (en) Démocrate                                                                          |                         |                                                                  |                                   | Joseph F. Johnston Démocrate                    |                        |
| 63e (1913) | John H. Bankhead (en) Démocrate                                                                          |                         |                                                                  |                                   | Joseph F. Johnston Démocrate                    |                        |
| 63e (1913-15) | John H. Bankhead (en) Démocrate                                                                          |                         | Francis S. White (en) Démocrate                                  |                                   |                                                 |                        |
| 64e (1915-1917) | John H. Bankhead (en) Démocrate                                                                          |                         | Francis S. White (en) Démocrate                                  |                                   |                                                 |                        |
| 65e (1917-1919) | John H. Bankhead (en) Démocrate                                                                          |                         | Oscar Underwood Démocrate                                        |                                   |                                                 |                        |
| 66e (1919-1920) | John H. Bankhead (en) Démocrate                                                                          |                         | Oscar Underwood Démocrate                                        |                                   |                                                 |                        |
| | B. B. Comer Démocrate                                                                                    |                         | Oscar Underwood Démocrate                                        | 66e (1920-1921)                   |                                                 |                        |
| | James Thomas Heflin (en) Démocrate                                                                       |                         | Oscar Underwood Démocrate                                        | 67e (1921-1923)                   |                                                 |                        |
| 68e (1923-1925) | James Thomas Heflin (en) Démocrate                                                                       |                         | Oscar Underwood Démocrate                                        |                                   |                                                 |                        |
| 69e (1925-1927) | James Thomas Heflin (en) Démocrate                                                                       |                         | Oscar Underwood Démocrate                                        |                                   |                                                 |                        |
| 70e (1927-1929) | James Thomas Heflin (en) Démocrate                                                                       |                         | Hugo Black Démocrate                                             |                                   |                                                 |                        |
| 71e (1929-1930) | James Thomas Heflin (en) Démocrate                                                                       |                         | Hugo Black Démocrate                                             |                                   |                                                 |                        |
| | John H. Bankhead II (en) Démocrate                                                                       |                         | Hugo Black Démocrate                                             | 71e (1930-1931)                   |                                                 |                        |
| 72e (1931-1933) | John H. Bankhead II (en) Démocrate                                                                       |                         | Hugo Black Démocrate                                             |                                   |                                                 |                        |
| 73e (1933-1935) | John H. Bankhead II (en) Démocrate                                                                       |                         | Hugo Black Démocrate                                             |                                   |                                                 |                        |
| 74e (1935-1937) | John H. Bankhead II (en) Démocrate                                                                       |                         | Hugo Black Démocrate                                             |                                   |                                                 |                        |
| 75e (1937) | John H. Bankhead II (en) Démocrate                                                                       |                         | Hugo Black Démocrate                                             |                                   |                                                 |                        |
| 75e (1937-1938) | John H. Bankhead II (en) Démocrate                                                                       |                         | Dixie Bibb Graves Démocrate                                      |                                   |                                                 |                        |
| 75e (1838-1939) | John H. Bankhead II (en) Démocrate                                                                       |                         | J. Lister Hill (en)                                              |                                   |                                                 |                        |
| 76e (1939-1941) | John H. Bankhead II (en) Démocrate                                                                       |                         | J. Lister Hill (en)                                              |                                   |                                                 |                        |
| 77e (1941-1943) | John H. Bankhead II (en) Démocrate                                                                       |                         | J. Lister Hill (en)                                              |                                   |                                                 |                        |
| 78e (1943-1945) | John H. Bankhead II (en) Démocrate                                                                       |                         | J. Lister Hill (en)                                              |                                   |                                                 |                        |
| 79e (1945-1946) | John H. Bankhead II (en) Démocrate                                                                       |                         | J. Lister Hill (en)                                              |                                   |                                                 |                        |
| | George R. Swift (en) Démocrate                                                                           |                         | J. Lister Hill (en)                                              | 79e (1946-1947)                   |                                                 |                        |
| | John Sparkman Démocrate                                                                                  |                         | J. Lister Hill (en)                                              | 80e (1947-1949)                   |                                                 |                        |
| 81e (1949-1951) | John Sparkman Démocrate                                                                                  |                         | J. Lister Hill (en)                                              |                                   |                                                 |                        |
| 82e (1951-1953) | John Sparkman Démocrate                                                                                  |                         | J. Lister Hill (en)                                              |                                   |                                                 |                        |
| 83e (1953-1955) | John Sparkman Démocrate                                                                                  |                         | J. Lister Hill (en)                                              |                                   |                                                 |                        |
| 84e (1955-1957) | John Sparkman Démocrate                                                                                  |                         | J. Lister Hill (en)                                              |                                   |                                                 |                        |
| 85e (1957-1959) | John Sparkman Démocrate                                                                                  |                         | J. Lister Hill (en)                                              |                                   |                                                 |                        |
| 86e (1959-1961) | John Sparkman Démocrate                                                                                  |                         | J. Lister Hill (en)                                              |                                   |                                                 |                        |
| 87e (1961-1963) | John Sparkman Démocrate                                                                                  |                         | J. Lister Hill (en)                                              |                                   |                                                 |                        |
| 88e (1963-1965) | John Sparkman Démocrate                                                                                  |                         | J. Lister Hill (en)                                              |                                   |                                                 |                        |
| 89e (1965-1967) | John Sparkman Démocrate                                                                                  |                         | J. Lister Hill (en)                                              |                                   |                                                 |                        |
| 90e (1967-1969) | John Sparkman Démocrate                                                                                  |                         | J. Lister Hill (en)                                              |                                   |                                                 |                        |
| 91e (1969-1971) | John Sparkman Démocrate                                                                                  |                         | James Allen Démocrate                                            |                                   |                                                 |                        |
| 92e (1971-1973) | John Sparkman Démocrate                                                                                  |                         | James Allen Démocrate                                            |                                   |                                                 |                        |
| 93e (1973-1975) | John Sparkman Démocrate                                                                                  |                         | James Allen Démocrate                                            |                                   |                                                 |                        |
| 94e (1975-1977) | John Sparkman Démocrate                                                                                  |                         | James Allen Démocrate                                            |                                   |                                                 |                        |
| 95e (1977-1978) | John Sparkman Démocrate                                                                                  |                         | James Allen Démocrate                                            |                                   |                                                 |                        |
| 95e (1978) | John Sparkman Démocrate                                                                                  |                         | Maryon Pittman Allen Démocrate                                   |                                   |                                                 |                        |
| 95e (1978-1979) | John Sparkman Démocrate                                                                                  |                         | Donald Stewart (en) Démocrate                                    |                                   |                                                 |                        |
| | Howell Heflin Démocrate                                                                                  |                         | Donald Stewart (en) Démocrate                                    | 96e (1979-1981)                   |                                                 |                        |
| 96e (1981) | Howell Heflin Démocrate                                                                                  |                         | Jeremiah Denton Républicain                                      |                                   |                                                 |                        |
| 97e (1981-1983) | Howell Heflin Démocrate                                                                                  |                         | Jeremiah Denton Républicain                                      |                                   |                                                 |                        |
| 98e (1983-1985) | Howell Heflin Démocrate                                                                                  |                         | Jeremiah Denton Républicain                                      |                                   |                                                 |                        |
| 99e (1985-1987) | Howell Heflin Démocrate                                                                                  |                         | Jeremiah Denton Républicain                                      |                                   |                                                 |                        |
| 100e (1987-1989) | Howell Heflin Démocrate                                                                                  |                         | Richard Shelby Démocrate (1987-1994) Républicain (1994-2023)     |                                   |                                                 |                        |
| 101e (1989-1991) | Howell Heflin Démocrate                                                                                  |                         | Richard Shelby Démocrate (1987-1994) Républicain (1994-2023)     |                                   |                                                 |                        |
| 102e (1991-1993) | Howell Heflin Démocrate                                                                                  |                         | Richard Shelby Démocrate (1987-1994) Républicain (1994-2023)     |                                   |                                                 |                        |
| 103e (1993-1995) | Howell Heflin Démocrate                                                                                  |                         | Richard Shelby Démocrate (1987-1994) Républicain (1994-2023)     |                                   |                                                 |                        |
| 104e (1995-1997) | Howell Heflin Démocrate                                                                                  |                         | Richard Shelby Démocrate (1987-1994) Républicain (1994-2023)     |                                   |                                                 |                        |
| | Jeff Sessions Républicain                                                                                |                         | Richard Shelby Démocrate (1987-1994) Républicain (1994-2023)     | 105e (1997-1999)                  |                                                 |                        |
| 106e (1999-2001) | Jeff Sessions Républicain                                                                                |                         | Richard Shelby Démocrate (1987-1994) Républicain (1994-2023)     |                                   |                                                 |                        |
| 107e (2001-2003) | Jeff Sessions Républicain                                                                                |                         | Richard Shelby Démocrate (1987-1994) Républicain (1994-2023)     |                                   |                                                 |                        |
| 108e (2003-2005) | Jeff Sessions Républicain                                                                                |                         | Richard Shelby Démocrate (1987-1994) Républicain (1994-2023)     |                                   |                                                 |                        |
| 109e (2005-2007) | Jeff Sessions Républicain                                                                                |                         | Richard Shelby Démocrate (1987-1994) Républicain (1994-2023)     |                                   |                                                 |                        |
| 110e (2007-2009) | Jeff Sessions Républicain                                                                                |                         | Richard Shelby Démocrate (1987-1994) Républicain (1994-2023)     |                                   |                                                 |                        |
| 111e (2009-2011) | Jeff Sessions Républicain                                                                                |                         | Richard Shelby Démocrate (1987-1994) Républicain (1994-2023)     |                                   |                                                 |                        |
| 112e (2011-2013) | Jeff Sessions Républicain                                                                                |                         | Richard Shelby Démocrate (1987-1994) Républicain (1994-2023)     |                                   |                                                 |                        |
| 113e (2013-2015) | Jeff Sessions Républicain                                                                                |                         | Richard Shelby Démocrate (1987-1994) Républicain (1994-2023)     |                                   |                                                 |                        |
| 114e (2015-2017) | Jeff Sessions Républicain                                                                                |                         | Richard Shelby Démocrate (1987-1994) Républicain (1994-2023)     |                                   |                                                 |                        |
| 115e (2017) | Jeff Sessions Républicain                                                                                |                         | Richard Shelby Démocrate (1987-1994) Républicain (1994-2023)     |                                   |                                                 |                        |
| | Luther Strange Républicain                                                                               |                         | Richard Shelby Démocrate (1987-1994) Républicain (1994-2023)     | 115e (2017-2018)                  |                                                 |                        |
| | Doug Jones Démocrate                                                                                     |                         | Richard Shelby Démocrate (1987-1994) Républicain (1994-2023)     | 115e (2017-2019)                  |                                                 |                        |
| 116e (2019-2021) | Doug Jones Démocrate                                                                                     |                         | Richard Shelby Démocrate (1987-1994) Républicain (1994-2023)     |                                   |                                                 |                        |
| | Tommy Tuberville Républicain                                                                             |                         | Richard Shelby Démocrate (1987-1994) Républicain (1994-2023)     | 117e (2021-2023)                  |                                                 |                        |
| 118e (2023-2025) | Tommy Tuberville Républicain                                                                             | Katie Britt Républicain |                                                                  |                                   |                                                 |                        |
| 119e (2025-2027) | Tommy Tuberville Républicain                                                                             | Katie Britt Républicain |                                                                  |                                   |                                                 |                        |